# Lîpivka, Oleksandrivka
Lîpivka (în ucraineană Липівка) este un sat în comuna Rodnîkivka din raionul Oleksandrivka, regiunea Kirovohrad, Ucraina.

## Demografie
Componența lingvistică a localității Lîpivka
     Ucraineană (100%)
Conform recensământului din 2001, toată populația localității Lîpivka era vorbitoare de ucraineană (100%).